# The show must go on!
The show must go on! (Frans:Les Bleus de la balle) is het 28ste album uit de stripreeks De Blauwbloezen. Het werd getekend door Willy Lambil en het scenario werd geschreven door Raoul Cauvin. Het album werd uitgegeven in 1988.

## Verhaal
Het is al enkele maanden rustig aan het front en vele soldaten vervelen zich zo dat ze deserteren, waaronder ook Blutch. Generaal Alexander geeft orders ze terug te halen en als ze weigeren te fusilleren. Dan komt men op het idee om het leger wat afleiding te bezorgen, en de gedeserteerde soldaten moeten hiervoor gaan zorgen door middel van een toneelgroepje te vormen onder leiding van Cornelius Chesterfield. Het eerste optreden wordt een fiasco de heren dragen een somber lied ten gehore over het slagveld waarbij enkele soldaten depressief worden en één schiet zichzelf naar het hiernamaals. De generale staf komt de volgende ochtend tot de conclusie dat er een professioneel nodig is. Dit wordt Raphael Sulpice, naar eigen zeggen een kunstenaar van toneelspel en veel ervaring opgedaan in Europa. Het groepje toneelspelers voert een stuk van Corneille op, echter valt het legerensemble in slaap of loopt weg tijdens de voorstelling, waarop er ruzie ontstaat tussen generaal Alexander en Sulpice, die daarna de laan uit vliegt.
Blutch en Chesterfield krijgen vervolgens de opdracht om iemand te zoeken die het leger echt kan entertainen. Na wat omzwervingen komen ze op een verlaten weg Zizi Asphodele tegen, die panne heeft met zijn/haar rijwagen. Deze geeft voorstellingen in een een-mans-balletshow. Als Chesterfield vraagt om een optreden te geven voor de noordelijke manschappen in ruil voor het maken van het wiel, stemt Zizi toe. Terwijl Zizi gefascineerd raakt van Chesterfield, geraken ze in Zuidelijke handen en moeten eruitzien te komen..

## Personages in het album
- Blutch
- Cornelius Chesterfield
- Raphael de Saint Sulpice, een toneelspeler-regisseur.
- Zizi Asphodele, een ballet danser van one-man-shows.